# Ricardo (Fußballspieler)
Ricardo [ʁiˈkaɾðu], mit vollem Namen Ricardo Alexandre Martins Soares Pereira, (* 11. Februar 1976 in Montijo) ist ein ehemaliger portugiesischer Fußballtorwart. Er war in den 2000er-Jahren mehrere Jahre Stammtorhüter der portugiesischen Fußballnationalmannschaft und wurde mit Portugal 2004 Vizeeuropameister und 2006 Vierter der Weltmeisterschaft.

## Verein
Ricardo begann seine Karriere 1993 in seiner Heimatstadt beim damaligen Drittligisten CD Montijo. 1994 wechselte er in die erste portugiesische Liga zu Boavista Porto. Bis 2003 spielte Ricardo in mehr als 150 Ligaspielen und gewann mit Boavista 1997 den portugiesischen Pokal und 2001 die Meisterschaft. Von 2003 bis 2007 spielte er bei Sporting Lissabon, wo er in 118 Ligaspielen zum Einsatz kam und 2007 erneut den portugiesischen Pokal gewinnen konnte. Anschließend wechselte Ricardo in die erste spanische Liga zu Betis Sevilla. Weil er in Spanien in der Saison 2009/10 keine Berücksichtigung mehr fand, ging Ricardo 2010 für eine Spielzeit in die zweite englische Liga zu Leicester City. Die letzten Stationen seiner Karriere waren die portugiesischen Vereine Vitória Setúbal und SC Olhanense. Bei Letzterem bestritt er 2014 sein letztes Spiel als Fußballprofi.

## Nationalmannschaft
Sein Debüt in der portugiesischen Fußballnationalmannschaft gab Ricardo 2001 gegen Irland.
Er gehörte zum portugiesischen Team bei der WM 2002, kam aber nicht zum Einsatz, weil Nationaltrainer António Oliveira auf Vítor Baía als Stammtorhüter setzte.
An der EM 2004 im eigenen Land nahm Ricardo als erster Torhüter teil. Dort wurde er zum großen Helden, als er im Viertelfinale gegen England im Elfmeterschießen einen Elfmeter gegen Darius Vassell ohne Handschuhe hielt und den anschließenden Elfmeter für Portugal selbst verwandelte. Mit seiner Mannschaft erreichte er bei diesem Turnier das Finale, das gegen Griechenland verloren ging.
Auch bei der WM 2006 stand er im portugiesischen Tor. Im Viertelfinale kam es zu einer Neuauflage gegen England und auch diesmal konnte Ricardo seine Klasse im Elfmeterschießen unter Beweis stellen. So konnte er die Elfmeter von Frank Lampard, Steven Gerrard und Jamie Carragher parieren. Damit war er der erste Torhüter, der bei einer Weltmeisterschaft drei Elfmeter hielt. Nach der Weltmeisterschaft wurde er in das All-Star-Team gewählt.
Bei der EM 2008, die für Portugal im Viertelfinale endete, kam Ricardo erneut in allen Partien für Portugal zum Einsatz. Nach der Europameisterschaft wurde er von Quim im Tor der Nationalmannschaft ersetzt und bestritt kein weiteres Spiel mehr.